# Resolución 106 del Consejo de Seguridad de las Naciones Unidas
La resolución 106 del Consejo de Seguridad de las Naciones Unidas fue aprobada por unanimidad el 29 de marzo de 1955. Después de recordar las resoluciones 54 (1948), 73 (1949), 89 (1950), 93 (1951) y 101 (1953), y habiendo escuchado el informe del Jefe de Estado Mayor del Organismo de las Naciones Unidas de Vigilancia de la Tregua y las declaraciones formuladas por los representantes de Egipto e Israel, el Consejo tomó nota de que la Comisión Mixta de Armisticio de Egipto e Israel determinó que «un ataque premeditado y preparado bajo las órdenes de Israel» fue «cometido por fuerzas del ejército regulares de Israel contra las fuerzas del ejército regular de Egipto» en la zona de Gaza el 28 de febrero de 1955.
El Consejo condenó dicho ataque al que calificó como una violación a la resolución 54, invitó nuevamente a Israel a adoptar las medidas necesarias para impedir estos hechos y expresó su convicción de que el mantenimiento del Acuerdo de Armisticio General se veía amenazado por toda violación premeditada y que no era posible lograr progreso alguno para restaurar la paz permanente en Palestina a menos que las partes cumpliesen estrictamente las regulaciones contraídas.